# Nelson Gutiérrez
Nelson Daniel Gutiérrez López (Montevidéu, 13 de abril de 1962) é um ex-futebolista uruguaio, que atuava como defensor.

## Carreira
Gutiérrez foi um dos grandes zagueiros de seu país e de dois dos clubes que jogou: no Peñarol, debutou em 1980, faturou o campeonatos uruguaios de 1981 e 1982 e chegou às finais das Taças Libertadores de 1982 e 1983, vencendo a primeira (pela qual ganharia também a Copa Intercontinental de 1982). O outro clube onde foi ídolo é o River Plate: chegou à Argentina em 1986, após passar um ano no Atlético Nacional (de Medellín, Colômbia).
Já naquele ano, realizando sólida dupla defensiva com Oscar Ruggeri, Gutiérrez faturou o campeonato argentino e os títulos mais importantes: a primeira Libertadores do River e a única Intercontinental da instituição, além da Copa Interamericana. O aguerrido defensor deixou Núñez já em 1988, mas marcado como um dos maiores ídolos dos millonarios. Após cinco anos sem maiores resultados expressivos na Europa (onde passou por Lazio, Hellas Verona e Logroñés), retornou ao Peñarol em 1993. Ganhou, seguidamente, outros quatro títulos uruguaios, participando do segundo quinquenio de oro dos aurinegros.

### Fora dos gramados
Em 1997, encerrou a carreira, cuja trajetória incluiu participações nas Copas do Mundo de 1986 e 1990 e o bi na Copa América de 1983 e 1987 pelo Uruguai, no pequeno Defensor. Posteriormente, criaria a Tenfield, que, entre outras atividades, tem os direitos de transmissão do futebol uruguaio. Na empresa, que ele criou juntamente com Enzo Francescoli, ex-colega de River e Seleção, e o polêmico Paco Casal, ex-empresário de ambos, Gutiérrez é atualmente o vice-presidente.

## Títulos
Peñarol
- Campeonato Uruguaio: 1981, 1982, 1993, 1994, 1995, 1996
- Taça Libertadores da América: 1982
- Copa Intercontinental: 1982

River Plate
- Campeonato Argentino: 1985/86
- Taça Libertadores da América: 1986
- Copa Intercontinental: 1986

Seleção Uruguaia
- Campeonato Sul-Americano de Futebol Sub-20: 1981
- Copa América: 1983 e 1987